# 南屯遗址
南屯遗址，位于中国河北省保定市南屯村，为保定市涞源县的一个省级文物保护单位，类型为古遗址，公布时间为1993年7月15日。
南屯遗址的历史年代为新石器时代、商。